# Sérée (Pyrénées-Atlantiques)
Pour les articles homonymes, voir Sérée.
Sérée est une ancienne commune française du département des Pyrénées-Atlantiques. En 1845, la commune fusionne avec Bentayou pour former la nouvelle commune de Bentayou-Sérée.

## Géographie
Sérée est situé à vingt kilomètres à l'est de Pau.

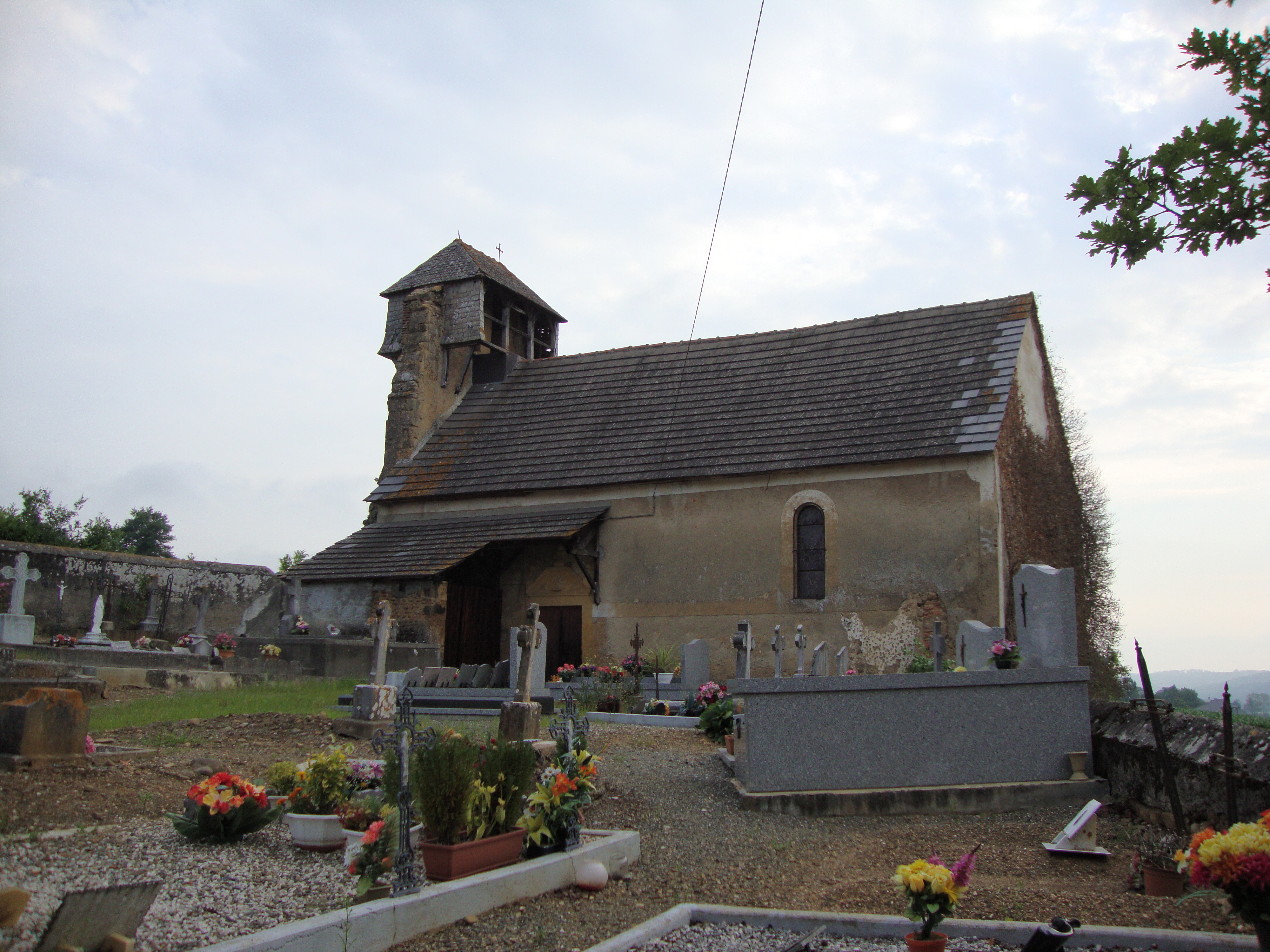
L'église de Sérée, à restaurer

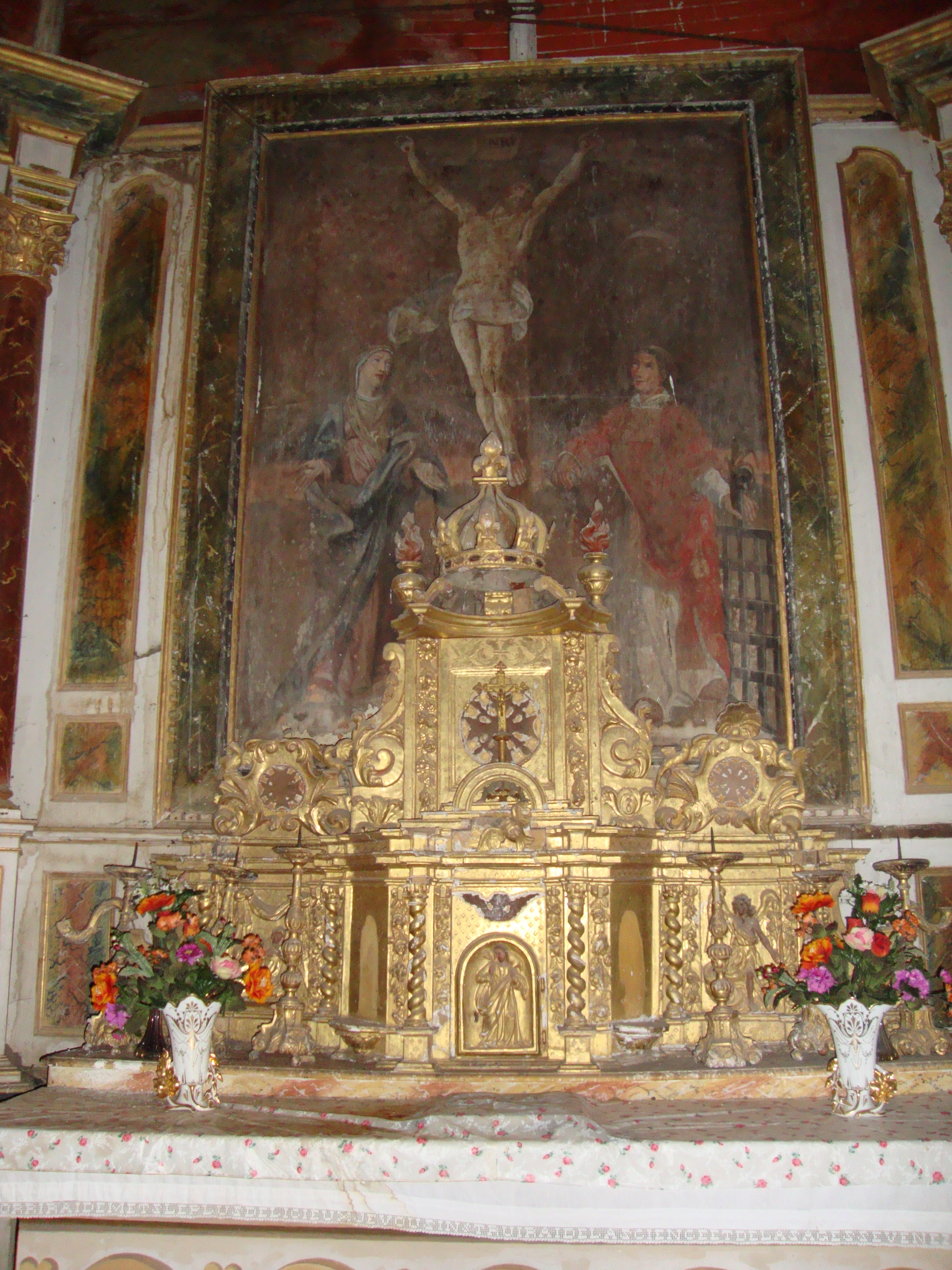
Retable de l'église

## Toponymie
Le toponyme Sérée, ancien village de Bentayou, apparaît sous les formes 
Sere et Sainte-Catherine de Séré (respectivement 1602 et 1675, réformation de Béarn) et 
Sercé (1801, Bulletin des lois).

## Histoire
En 1385, Sérée comptait huit feux et dépendait alors du bailliage de Montaner.

## Démographie
| 1793 | 1800 | 1806 | 1821 | 1831 | 1836 |
| ---- | ---- | ---- | ---- | ---- | ---- |
| 136  | 107  | -    | 136  | 146  | 141  |

## Culture et patrimoine

### Patrimoine religieux
L'église Saint-Laurent date en partie du XVIIe siècle. Elle recèle du mobilier inscrit à l'Inventaire général du patrimoine culturel.

## Pour approfondir